# MS MR
MS MR er en alternativ/indie/elektropop-duo fra USA. De har tidligere udgivet debut-EP'en Ghost City USA i 2011, og i 2012 singlen "Hurricane" som digital udgivelse. Denne single var forløber for deres EP Candy Bar Creepshow.
I februar 2013 udgav duoen deres single "Fantasy", som var første single fra albummet Secondhand Rapture, som blev udgivet 14. maj. Som andensingle valgte de at genudgive "Hurricane" med en ny musikvideo.
- Lizzy Plapinger
- Max Hershenow

## Diskografi
- Secondhand Rapure (studiealbum, 2013)
  - "Hurricane" (single, 2012)
  - "Fantasy" (single, 2013)
  - "Think of You" (single, 2013)

| Musikgruppe | Spire Denne artikel om en amerikansk musikgruppe er en spire som bør udbygges. Du er velkommen til at hjælpe Wikipedia ved at udvide den. |